# زنده‌باد رود گنگ
زنده‌باد رود گنگ (به هندی: Jai Gangaajal) فیلمی است محصول سال ۲۰۱۶ و به کارگردانی پراکاش جها است. در این فیلم بازیگرانی همچون پریانکا چوپرا، پرکاش جیها، مانو کائول ایفای نقش کرده‌اند.